# Albioma
Die Albioma ist ein unabhängiger Erzeuger erneuerbarer Energie. Das Unternehmen ist hauptsächlich in den Bereichen Biomasse und Photovoltaik tätig, vor allem auf dem französischen Festland und in den französischen Überseegebieten. Albioma war an der Pariser Börse Euronext notiert.
Im April 2022 gab die Beteiligungsgesellschaft KKR & Co. die Absicht einer vollständigen Übernahme und Squeeze-outs bekannt. Im Oktober 2022 wurde das Unternehmen delisted.